# Ginásio do Maracanãzinho
Die Ginásio do Maracanãzinho (kurz: Maracanãzinho. deutsch Kleines Maracanã) ist eine Sport- und Veranstaltungshalle in der brasilianischen Millionenstadt Rio de Janeiro. Sie trägt offiziell den Namen Ginásio Gilberto Cardoso nach einem früheren Präsidenten des Flamengo Rio de Janeiro. Gilberto Ferreira Cardoso war von 1951 bis 1955 Präsident des Clubs und verstarb im Amt bei einem Basketballspiel seines Vereins an einem Herzinfarkt.
Derzeit verfügt die Halle über 11.800 Sitzplätze. Die Ginásio do Maracanãzinho liegt in direkter Nachbarschaft zum Fußballstadion Maracanã sowie dem Schwimmstadion Parque Aquático Júlio Delamare und ist Teil des Complexo Esportivo do Maracanã (deutsch Sportkomplex Maracanã). Bei den Olympischen Sommerspielen 2016 wurden in der Arena die Volleyball-Wettbewerbe ausgetragen.

## Geschichte
Die Einweihung fand am 24. September 1954 statt. Kurz nach der Eröffnung fand das erste Großereignis im Maracanãzinho statt. Sie diente als Spielort der Basketball-Weltmeisterschaft 1954, die vom 22. Oktober bis 5. November ausgetragen wurde. Bei den Titelkämpfen hatte die Arena eine Kapazität von 25.000 Besuchern. Neun Jahre später machte die Basketball-Weltmeisterschaft noch einmal Station im Maracanãzinho. Vor heimischem Publikum konnte die brasilianische Basketballnationalmannschaft ihren Titel von 1959 verteidigen.
Neben den sportlichen Ereignissen gab es auch Konzerte und andere kulturelle Veranstaltungen. Es traten u. a. die Gruppe Secos & Molhados, Maria Bethânia, Gilberto Gil, Chico Buarque, Ney Matogrosso, Caetano Veloso, Tom Jobim und Geraldo Vandré auf. So fand von 1966 bis 1972 das Musikfestival Festival Internacional da Canção statt. Die Wahl zur Miss Brasil war von 1958 bis 1969 und von 1971 bis 1972 zu Gast im Maracanãzinho. Die Misswahl 1970 musste in den Pavilhão de São Cristóvão von Rio verlegt werden, da ein Brand die innere Dachverkleidung zerstörte.
Im Jahr 1975 gastierte die Eis-Revue Holiday on Ice in der Sporthalle. 1982 wurde das Herren-Volleyballturnier Mundialito im Maracanãzinho ausgetragen. Das Finale des Vorbereitungsturniers auf die WM 1982 gewann Gastgeber Brasilien in einem knappen Finale gegen die Sowjetunion mit 3:2 Sätzen nach 3:25 Stunden. Die Arena war, neben Brasília und Curitiba, einer von drei Spielorte der Volleyball-Weltmeisterschaft der Männer 1990. Neben den Spielen der Gruppe A mit den Gastgebern fanden die Halbfinalpartien, das Spiel um Platz 3 und das Endspiel in Rio de Janeiro statt.

## Renovierung
Im Oktober 2003 schloss die Ginásio do Maracanãzinho ihre Tore für eine umfangreiche Renovierung im Hinblick auf die Volleyball-Wettbewerbe der Panamerikanischen Spiele 2007. Dabei erhielt der runde Bau u. a. ein neues Kuppeldach aus einer Stahlkonstruktion mit lichtdurchlässigem Kunststoff-Element. Dies sorgt dafür, dass die Halle mit natürlichem Licht und Frischluft versorgt werden kann. Die Halle wurde des Weiteren mit einer Klimaanlage ausgestattet und unter dem Dach installierte man einen Videowürfel.
Die Tribünen wurden ebenfalls neu gebaut, damit die Zuschauer von allen Plätzen gute Sicht haben. Auf den Tribünen wurden 150 spezielle Plätze für behinderte Zuschauer geschaffen. Der untere Tribünenbereich lässt sich für verschiedene kulturelle Veranstaltungen wie Konzerte oder Shows verschieben. Der Hallenboden wurde um 60 Zentimeter erhöht. An den Eingängen wurden zwei spiralförmige Rampen für eine bessere Zugänglichkeit gebaut.
Das finanzielle Gesamtvolumen der Renovierungsarbeiten beliefen sich auf 97 Millionen R$ (rund 36,6 Millionen Euro). Die Kapazität sank von 13.613 auf 11.800 Plätze. Nach dem Umbau ist die Sporthalle für Volleyball, Basketball, Handball, Futsal und Tennis ausgerüstet.
Am 30. Juni 2007 konnte die Arena mit dem Frauen-Volleyballspiel zwischen Brasilien und Serbien (3:1) wiedereröffnet werden. Bei den Volleyball-Wettbewerben der Panamerikanischen Spiele 2007 gewannen die Brasilianer am 28. Juli 2007 die Goldmedaille durch ein 3:0 im Finale gegen die USA. Bei den Frauen unterlagen die Brasilianerinnen im Endspiel am 19. Juli 2007 der Mannschaft aus Kuba mit 2:3 Sätzen.

## Calçada da Fama do Maracanãzinho
Am 18. April 2009 öffnete die Hall of Fame namens Calçada da Fama do Maracanãzinho in der Halle. Dort werden brasilianische aber auch ausländische Sportler geehrt.
Zu den Mitgliedern zählen u. a.: 
- Tennis: Gustavo Kuerten, Fernando Meligeni, Andre Agassi, Jim Courier, Marat Safin, Mats Wilander, Thomaz Koch[6]
- Basketball: Amaury Pasos, Wlamir Marques
- Futsal: Falcão[7]
- Leichtathletik Edwin Moses[8],
- Judo: Rogério Sampaio, João Derly, Ketleyn Quadros[9],
- Volleyball: Fabiana Oliveira, Bernard Rajzman, Bernardo Rezende, die brasilianische Siegermannschaft der Panamerikanischen Spiele 2007 (Bruno Rezende, Marcelo Elgarten, André Heller, Samuel Fuchs, Giba, Murilo Endres, André Nascimento, Escadinha, Anderson Rodrigues, Gustavo Endres, Rodrigão, Dante Amaral)[10][11]

## Galerie

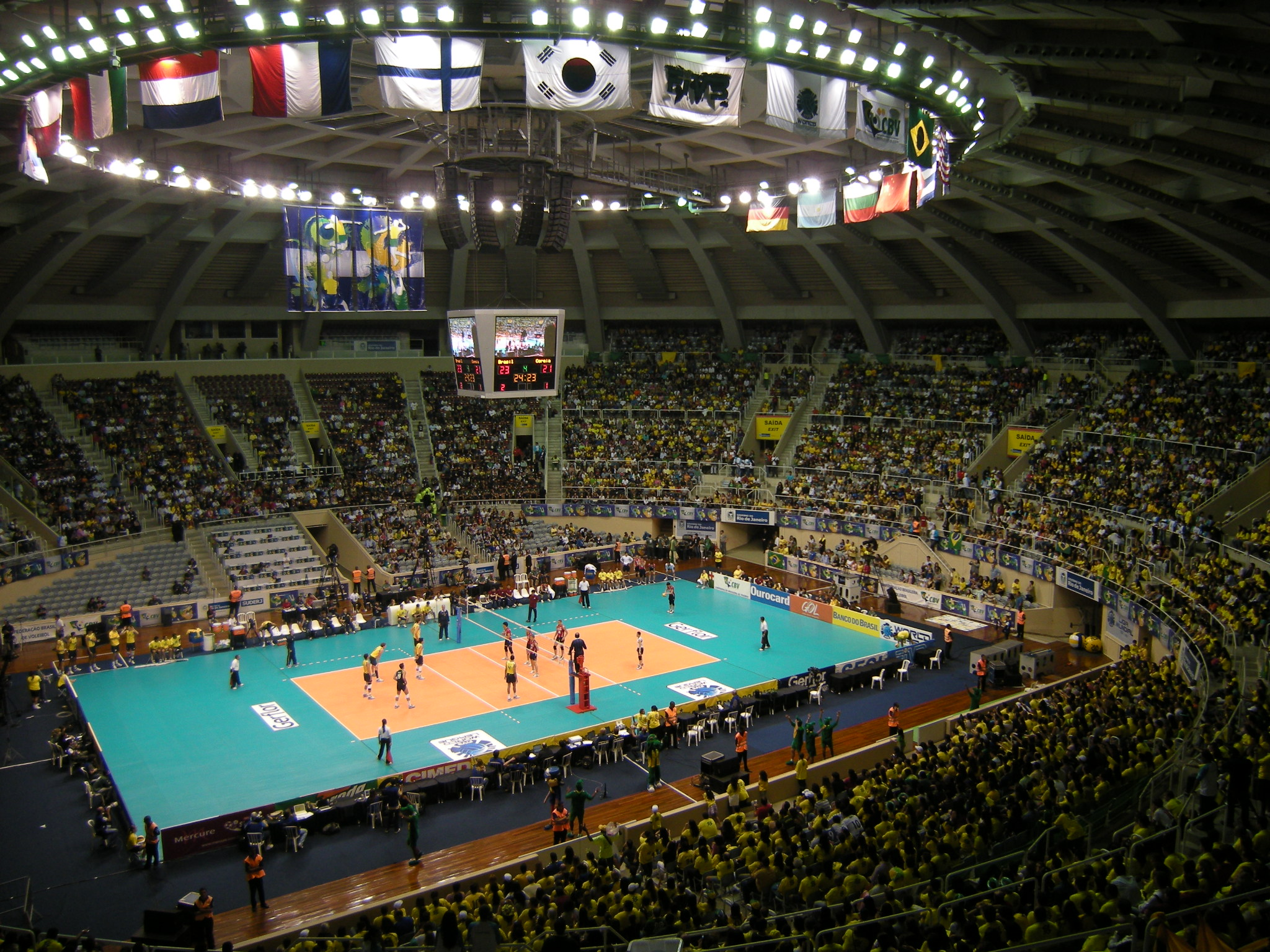
Innenansicht
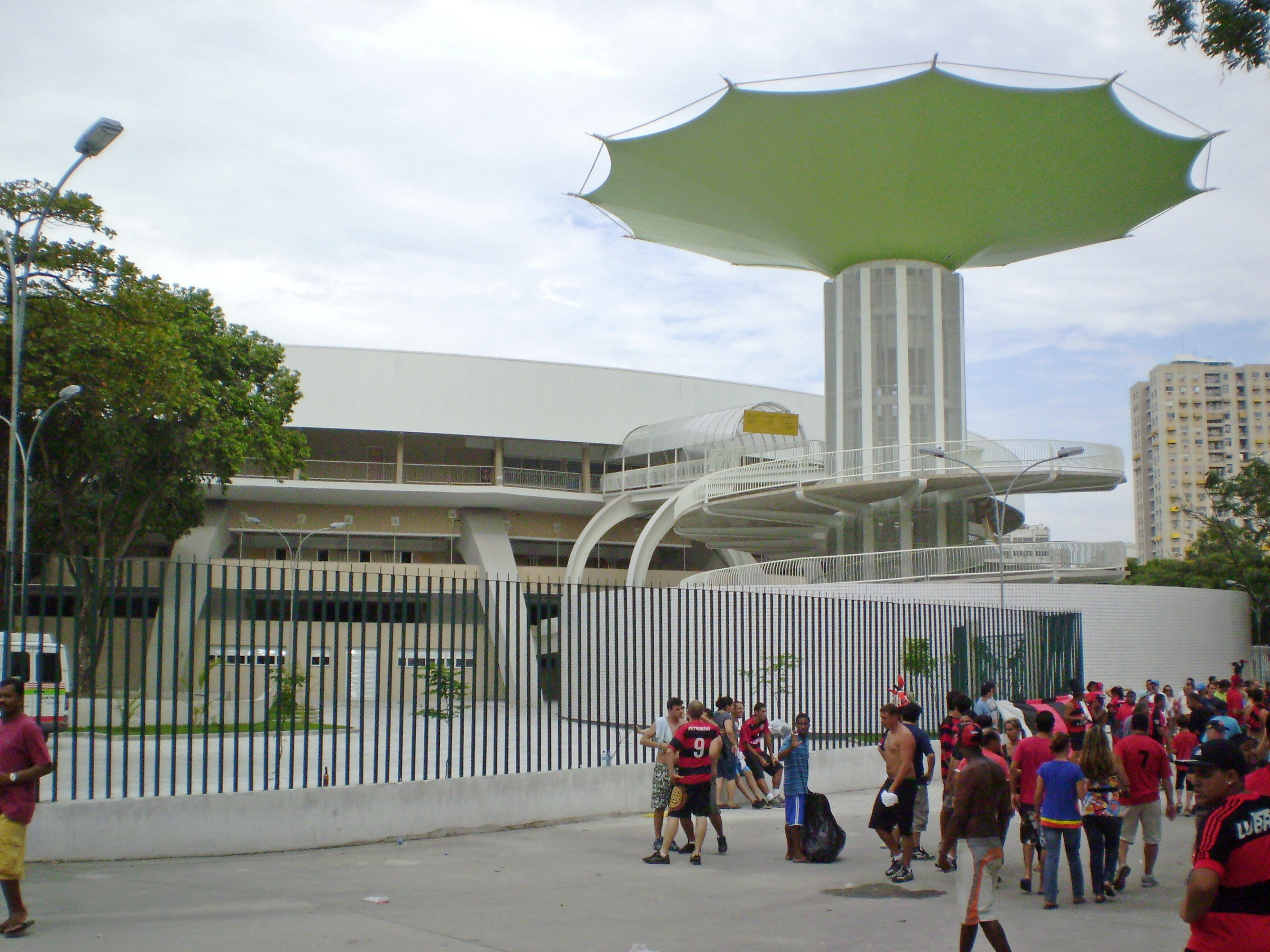
Die spiralförmige Rampe am Eingang des Maracanãzinho im November 2007
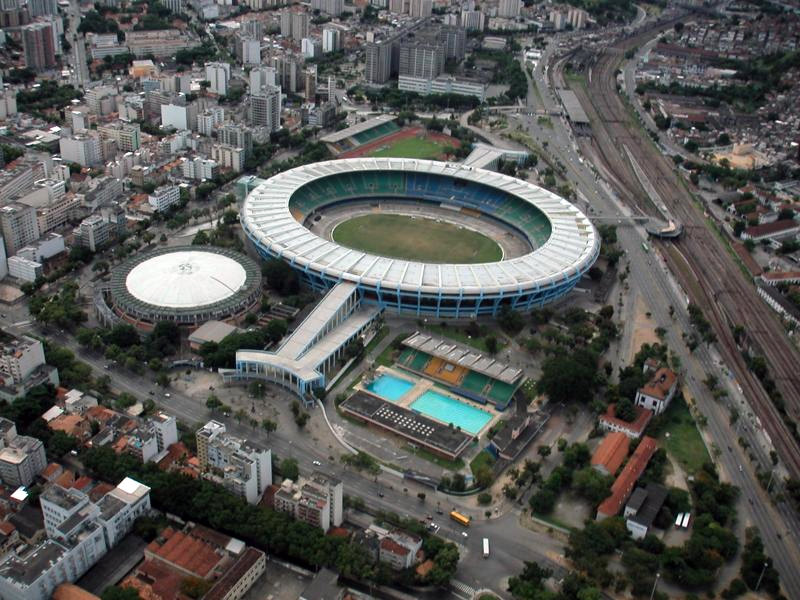
Der Complexo Esportivo do Maracanã im Jahr 2003
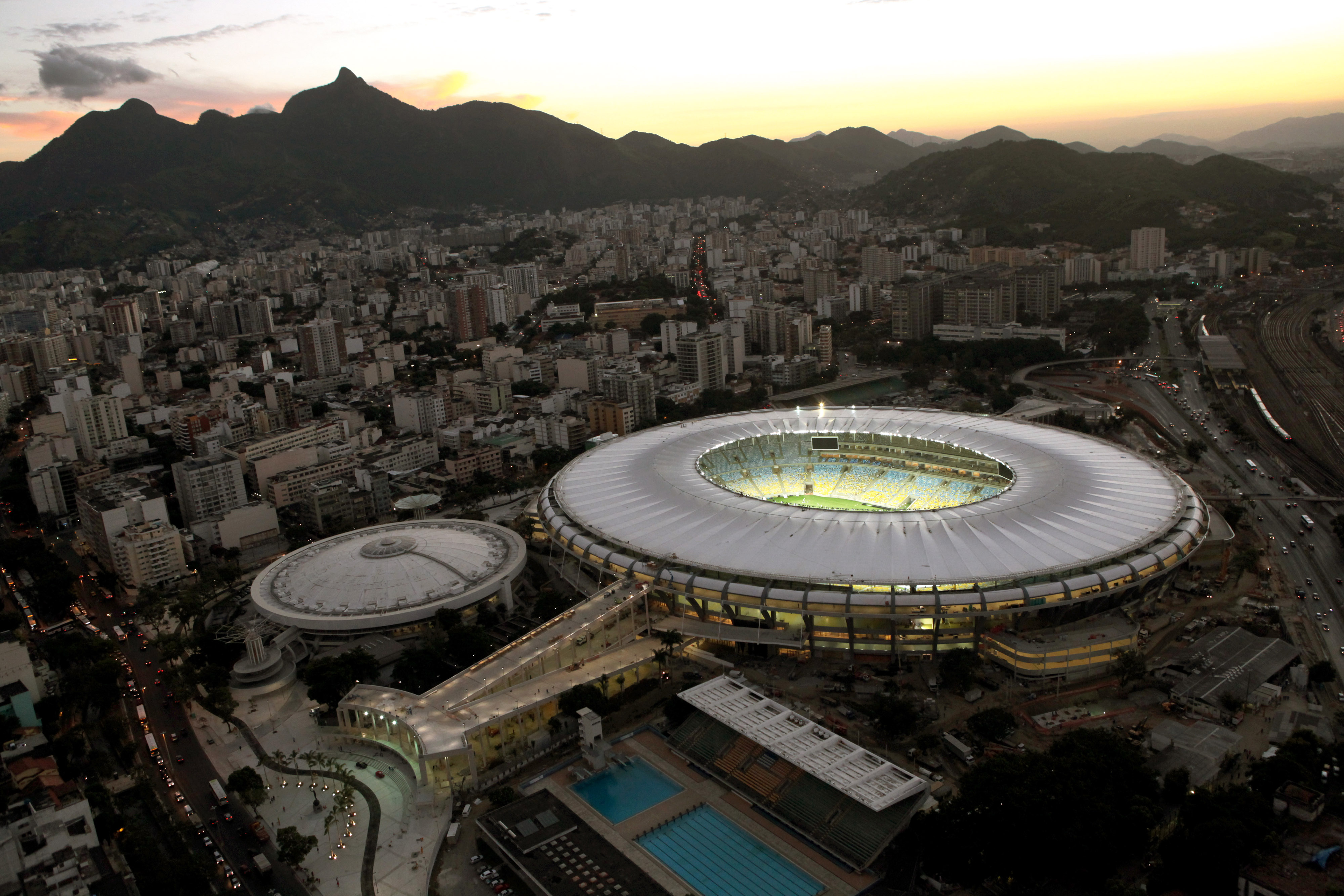
Der Complexo Esportivo do Maracanã im Jahr 2013